# 請帖
請帖，又稱請柬、邀請卡，是一類邀請收件者出席活動的函件，例如結婚喜帖，舞會請柬等。發訊者名義多數是組織活動的發起人或公關公司，上面有活動名稱及活動類型、日期、時間、地點，衣著指引等，又有聯絡人及聯絡方式。有些活動會要求參加者持請柬入場。